# Volkshaus Düsseldorf

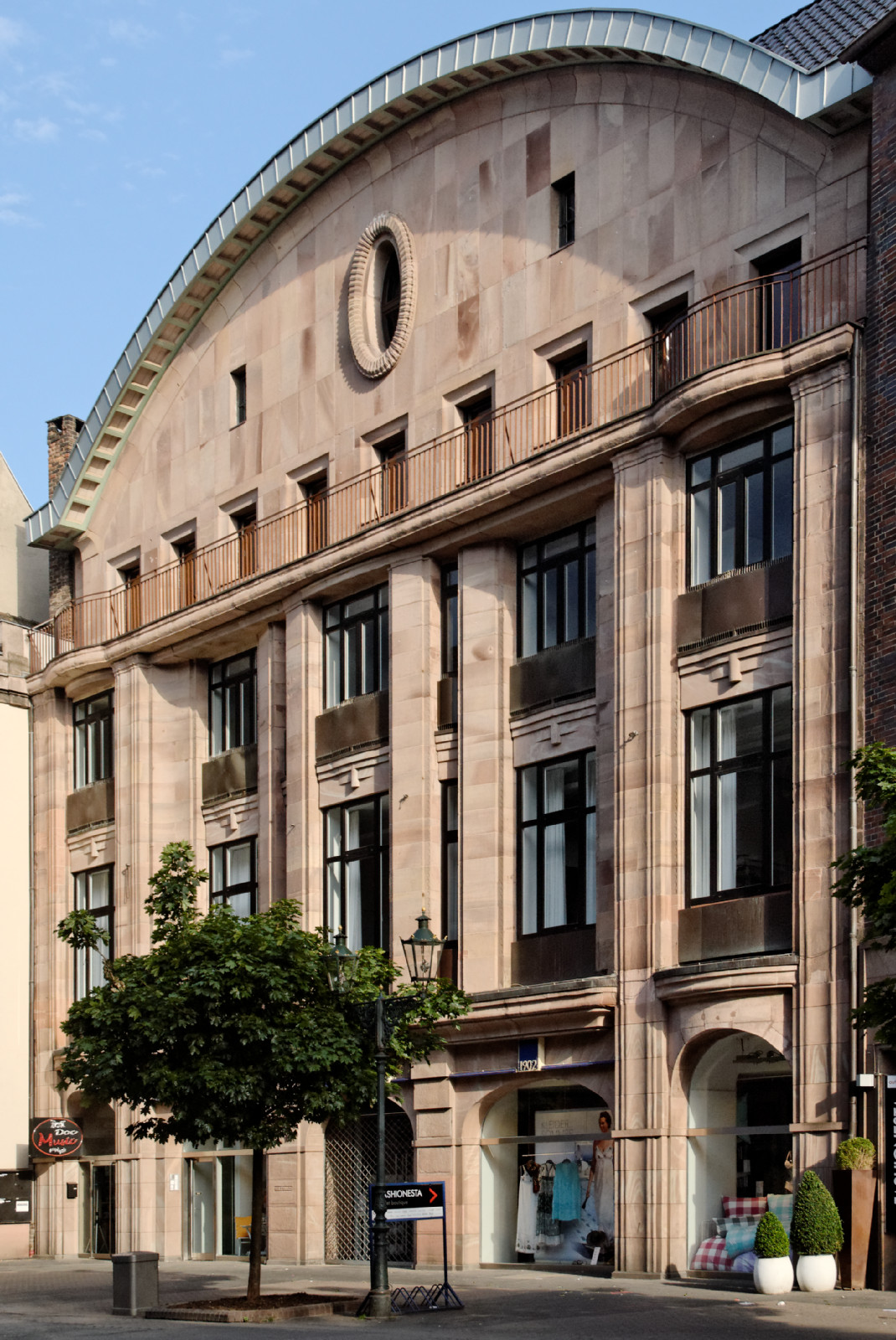
Das Volkshaus

Das  Volkshaus in Düsseldorf, Flinger Straße 11, wurde 1907–1909 nach Plänen von Carl Moritz im Monumentalstil der Reformarchitektur als Volkshaus erbaut.

## Geschichte

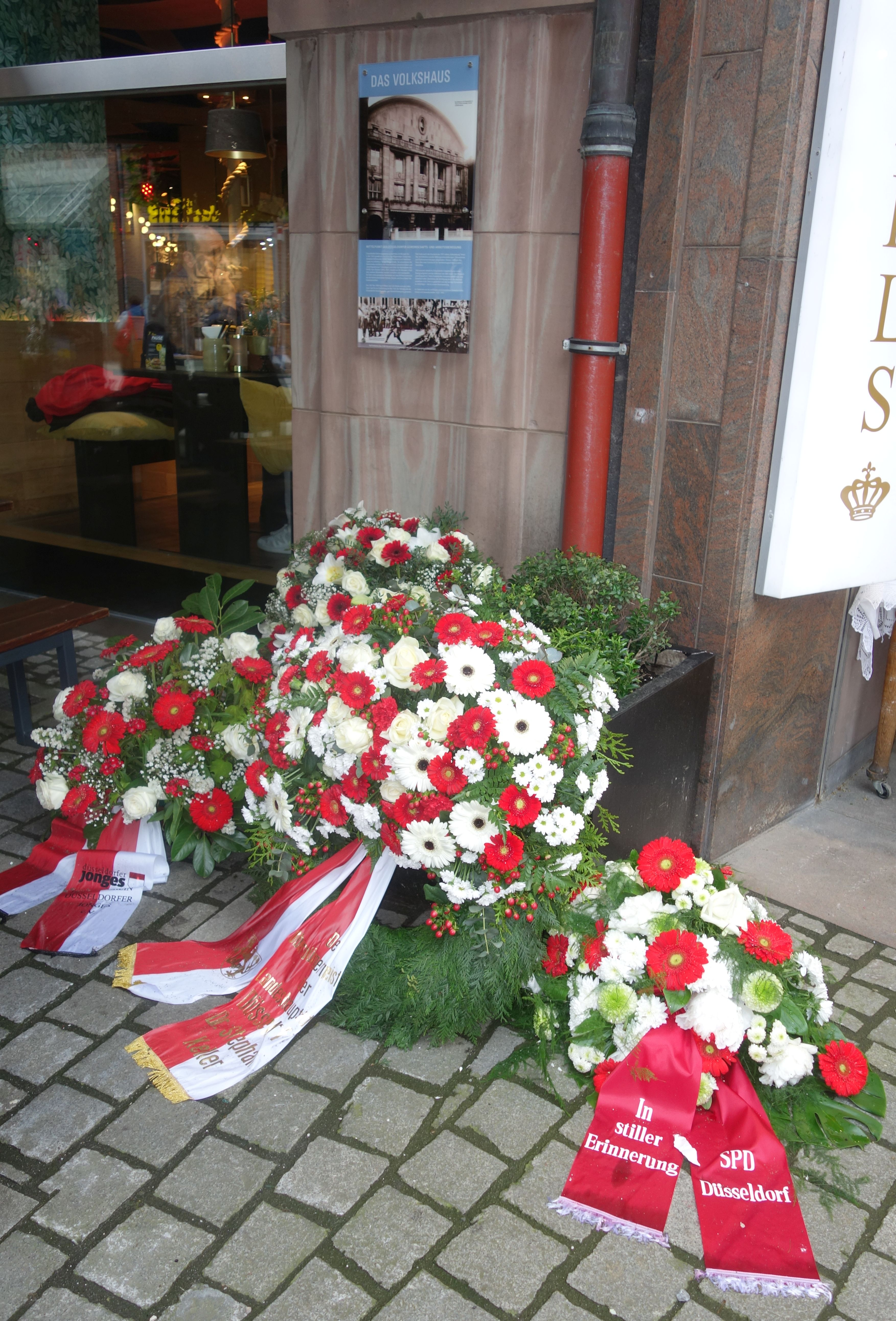
Alljährliches Gedenken an die verfolgten und ermordeten Gewerkschafter (Mai 2024)

Bauherr war die Volkshaus-GmbH, die eigens für den Bau gegründet wurde. Es war ein Büro- und Versammlungsgebäude der Gewerkschafts- und Arbeiterbewegung in Düsseldorf. Es war zugleich das erste eigene Haus der Düsseldorfer sozialdemokratisch-freigewerkschaftlich organisierten Arbeiterbewegung. Hier saßen die Bezirksleitung des Allgemeinen Deutschen Gewerkschaftsbundes für Rheinland und Westfalen-Lippe (ADGB) unter der Leitung von Hans Böckler sowie andere gewerkschaftliche Institutionen mit Büros und Konferenzräumen, einer Gastronomie und einer Unterkunft für Gesellen. Die Düsseldorfer SPD unterhielt im Volkshaus die Druckerei der eigenen „Volkszeitung“ sowie mehrere Parteibüros.
Das Volkshaus wurde Schauplatz der gewalttätigen Stürmung durch die SA am 2. Mai 1933 im Zuge der „Machtergreifung“. Die Büros wurden verwüstet, Fahnen, Bücher und Unterlagen auf dem Marktplatz verbrannt. Hans Böckler wurde in seinem Büro festgenommen und in „Schutzhaft“ genommen. Die Nazis beschlagnahmten das Gebäude. Nach dem Krieg war hier ein Möbelhaus und eine Jazz-Kellerkneipe untergebracht.
Am 11. Oktober 1963 veranstalteten die Künstler Konrad Lueg und Gerhard Richter in dem damals als Möbelhaus Berges genutzten Gebäude die Aktion und Ausstellung Leben mit Pop – eine Demonstration für den kapitalistischen Realismus. Noch 1991 wurde als Nutzer für das Haus das Einrichtungshaus Berges genannt.

## Architektur
Im Erdgeschoss befinden sich fünf Arkaden. Darüber erheben sich zwei Obergeschosse, deren große Fensterflächen ausschließlich durch wenige Wandpfeiler in Kolossalordnung gegliedert werden. Darüber erhebt sich ein monumentaler, bogenförmiger Giebel.